# 11315 Salpêtrière
11315 Salpêtrière è un asteroide della fascia principale. Scoperto nel 1994, presenta un'orbita caratterizzata da un semiasse maggiore pari a 2,3552021 UA e da un'eccentricità di 0,0989019, inclinata di 1,64716° rispetto all'eclittica.